# 维尔纳·罗森鲍姆
维尔纳·罗森鲍姆（德語：Werner Rosenbaum，1927年7月23日—2008年7月27日），德国男子曲棍球运动员。他曾代表德国、德国联队参加1952年和1956年夏季奥林匹克运动会曲棍球比赛，获得一枚铜牌。